# Marguerite Dubuisson
Ne doit pas être confondu avec Marguerite Dubuisson (peintre).
Pour les articles homonymes, voir Dubuisson.
Marguerite Dubuisson, née à Charleville le 30 mars 1899 et morte le 20 avril 1984 à Troyes, est une conservatrice de musée et historienne de l'art française.

## Biographie
Fille d'un officier de carrière en garnison à Charleville, elle est infime dès l'enfance par une faiblesse des jambes. Elle s’intéresse  très tôt aux arts plastiques et s’inscrit à l’École Boulle dont elle sort diplômée. Elle entre en 1925 à l’atelier d'ébénisterie Pomone de Paul Follot et y travaille sur des styles de meubles anciens. Elle prend part aussi quelques mois plus tard, au pavillon de l’atelier d’art des Galeries Lafayette et à l’Exposition internationale des Arts décoratifs. 
Décoratrice au Bûcheron dont elle dirige les chantiers (1928), elle étudie en parallèle à l’École pratique des hautes études mais elle perd son emploi en 1929. Tout en suivant les cours de l'École du Louvre, pour survivre, elle devient étalagiste (1933). En 1944, elle soutient une thèse de doctorat sur le Dessin d’architecture dans l’ancienne Égypte et obtient la mention très bien. Elle devient alors chargée du groupe d’études sur l’archéologie égyptienne. 
Travaillant sur un classement de gravures sur Troyes, elle effectue une étude sur l’iconographie de la ville  qui, en 1948, l'engage comme conservatrice des musées. On lui doit ainsi une importante rénovation des salles, l'organisation des expositions, la rédaction de catalogues ainsi que des conférences. Malgré l’aggravation de son handicap, elle fonde le Musée de la Bonneterie qu’elle continuera à gérer bénévolement au moment de sa retraite et le Musée historique de la Champagne méridionale. Elle organise aussi une exposition sur l’art champenois à Fribourg. 

## Distinctions
- Chevalier de l'ordre des Arts et des Lettres (1963)
- Chevalier de la Légion d'honneur (1965)[3]